# Zesasser

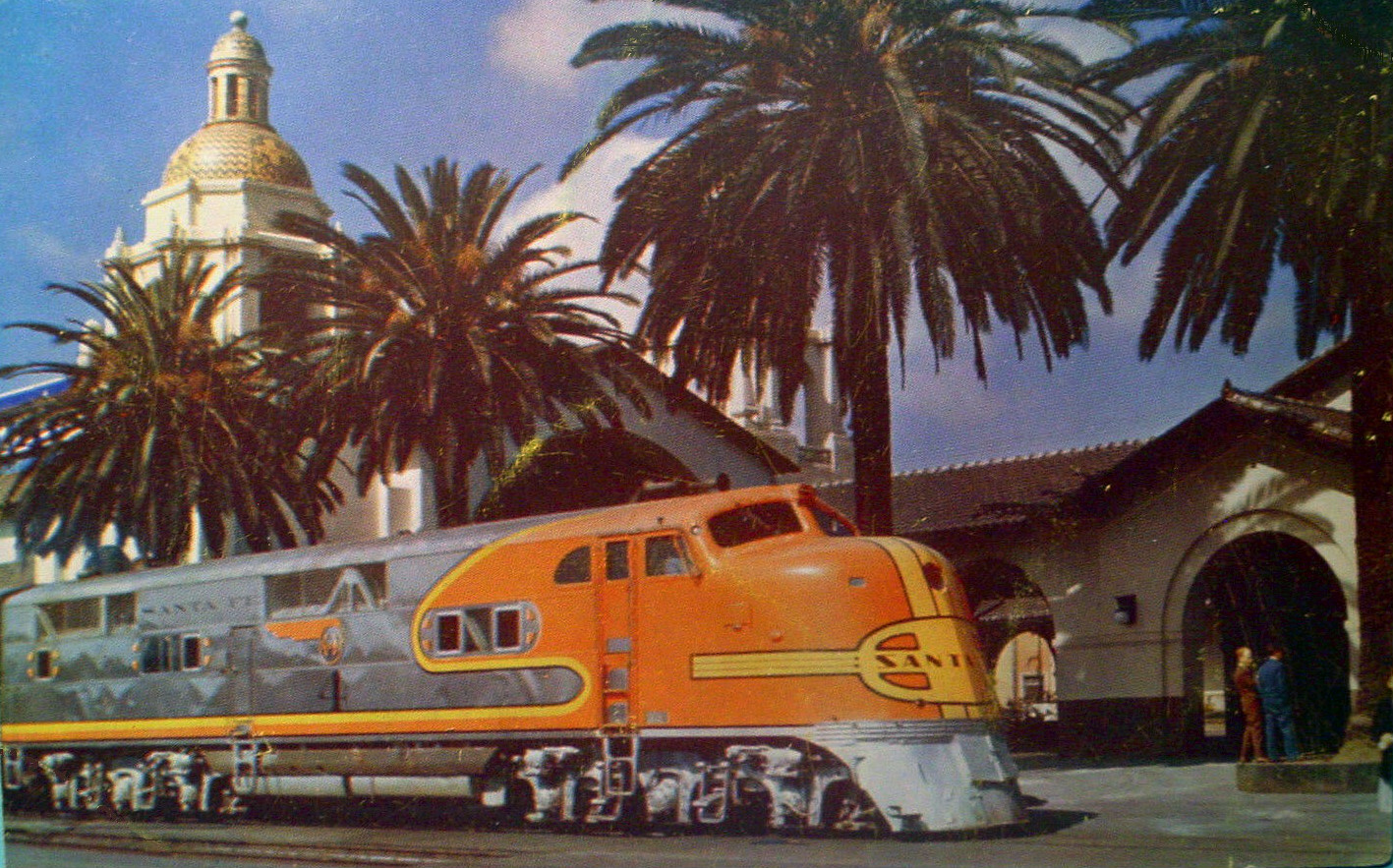
Dieselloc E1 van de Santa Fe te San Diego

Een zesasser is een voertuig dat rust op zes assen. De benaming wordt vooral in de spoor- en tramwegwereld gebruikt.

## Spoorwegen

### Zesassers zonder draaistellen
In Nederland is een voorbeeld van een locomotief zonder 'echte draaistellen' in de moderne zin, de NS 1000, die de asopstelling (1A) Bo (A1) had. Hierbij waren er dus vier aangedreven assen en twee loopassen.

### Zesassers op twee draaistellen

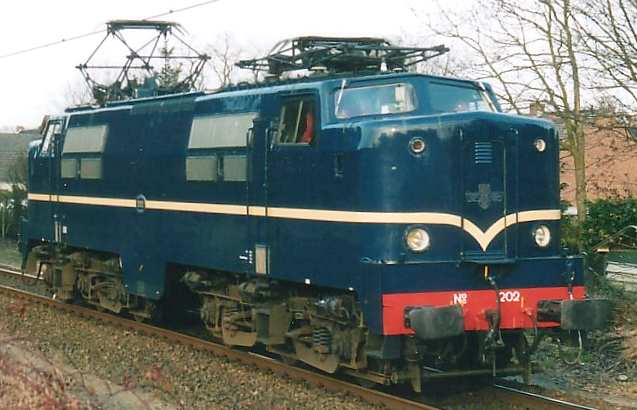
Zesassige locomotief 1202, bouwjaar 1952.

Hierbij zijn de assen ondergebracht in twee draaistellen met ieder drie assen. Vooral bij zware elektrische en diesellocomotieven worden geen tweeassige draaistellen maar daar in plaats van drieassige draaistellen toegepast. In Nederland is de locomotief Class 66 hiervan een voorbeeld, met de asindeling Co' Co'. Oude voorbeelden zijn de locomotieven van de series 1200, 1300 en 1500.

### Zesassers op drie draaistellen

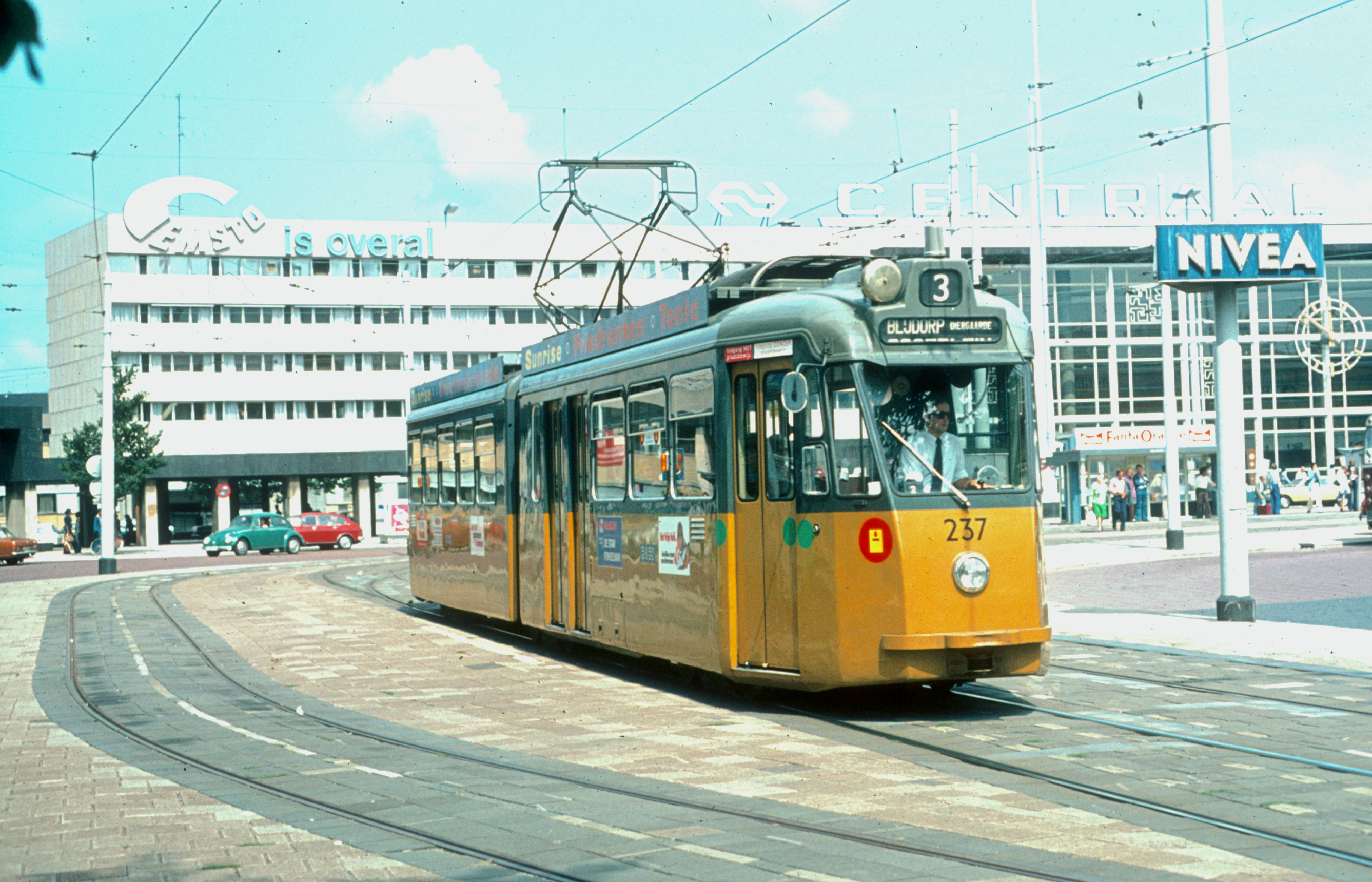
RET zesasser 237, bouwjaar 1957.

Bij de Nederlandse Spoorwegen wordt dit toepast in de dubbeldeks motorwagens type mDDM, waar in een wagenbak drie tweeassige draaistellen zijn ondergebracht. Dit leverde de bijzondere asindeling Bo' Bo' Bo' op. Om de bogen soepel te kunnen doorlopen kan het middelste draaistel zijdelings schuiven.

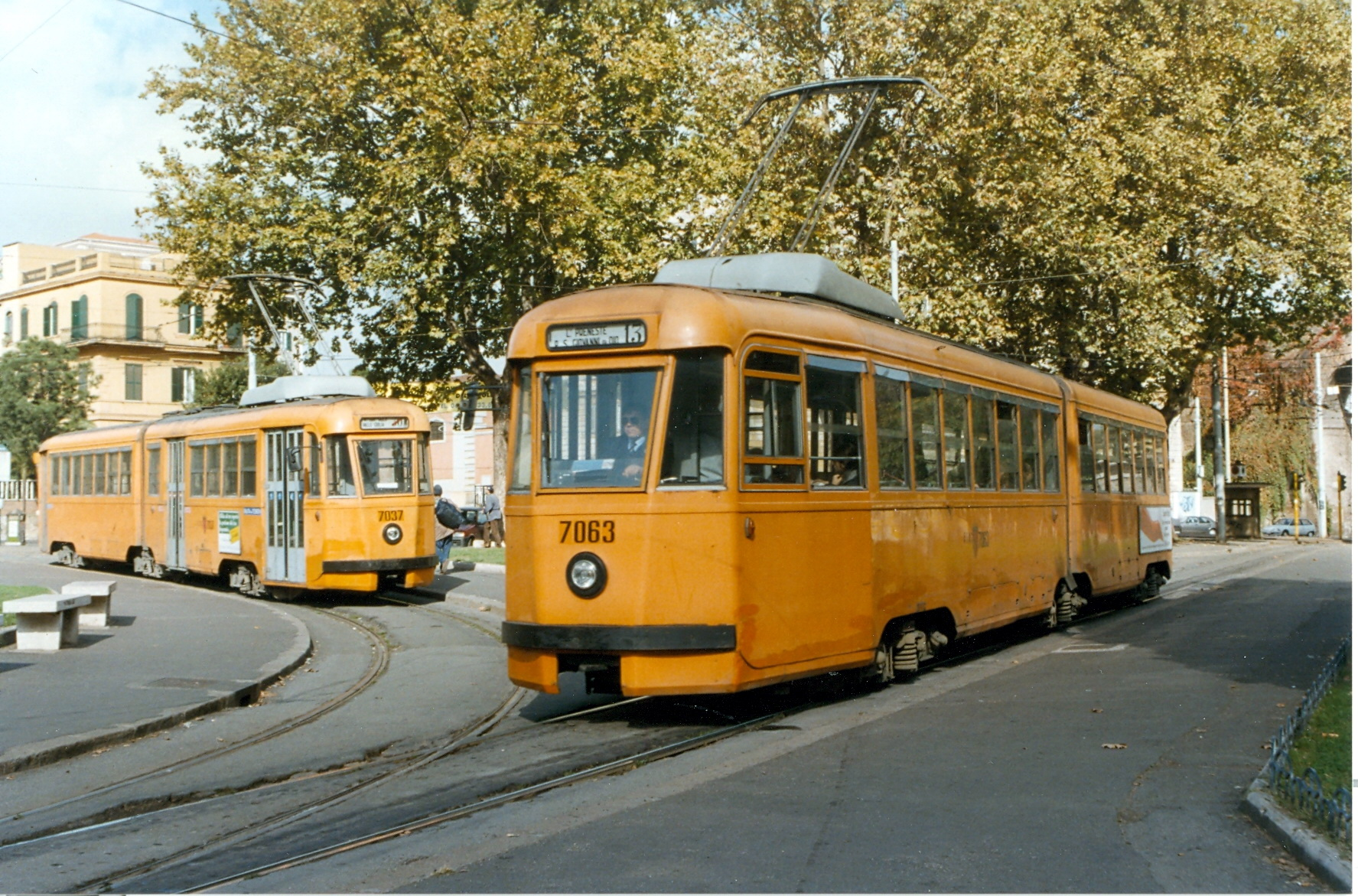
Twee zesassers in Rome.

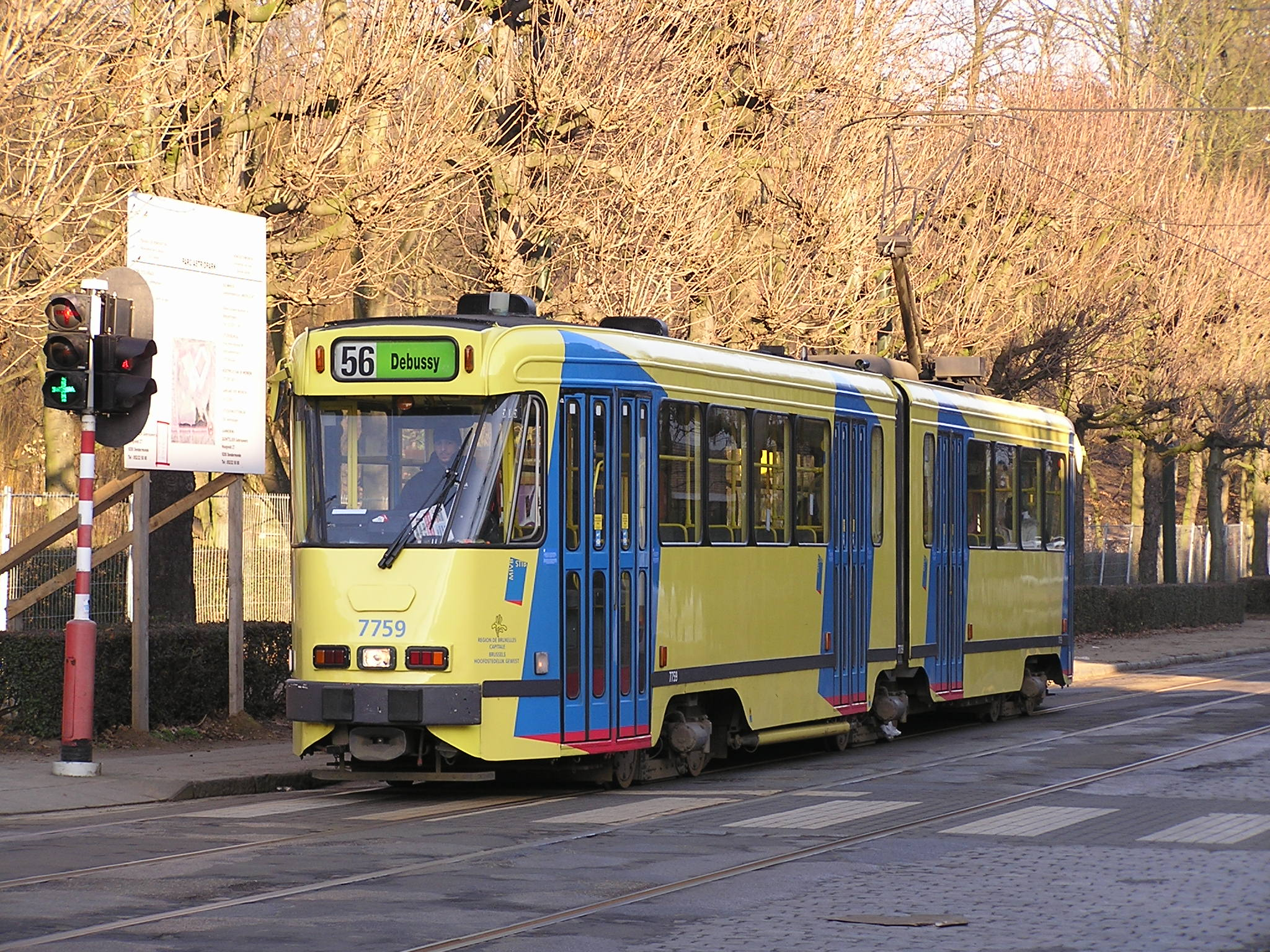
MIVB zesasser 7759.

## Trammaterieel
Bij trams uit de twintigste eeuw zijn zesassers meestal enkelgelede wagens. Hierbij rusten twee wagenbakken verbonden door een geleding in het midden op een Jacobsdraaistel. Aan de einden van de tram zijn twee motordraaistellen, het middelste draaistel is meestal een loopdraaistel Er zijn ook trams met zes aangedreven assen, zoals ze onder andere in Brussel rijden. Een uitzondering vormt bijvoorbeeld de trams van het type ZGT die geen Jacobsdraaistel hebben.

### Geschiedenis
De eerste enkelgelede zesassers werden in de jaren dertig toegepast. Bij de NZH te Haarlem werden in 1932 tien zesassers van de serie A600 afgeleverd, de eerste van hun soort in Nederland. Na de ontwikkeling van de geleding van Urbinati in Rome en Milaan in 1940, kwamen ook in Nederland en Duitsland op grote schaal zesassers in gebruik. Ook in andere West- en Midden-Europese landen kwamen er vanaf de jaren zestig veel zesassers.
In Amsterdam en Rotterdam verschenen de eerste zesassers in 1957. In veel gevallen werden zesassers later voorzien van een extra middenbak met extra draaistel, waardoor dubbelgelede achtassers ontstonden. Dit was onder andere het geval in Amsterdam en Rotterdam. In Rotterdam waren er tot 2011 en 2013 nog zesassers (type ZGT) serie 800 en 700. Ook de Utrechtse sneltram ging in 1983 van start met een serie zesassers.
In België zijn vanaf de jaren zeventig zesassers (serie 7500, 7700 en 7800) geleverd aan de Brusselse tram en in de jaren tachtig aan de toen nog bestaande NMVB (Kusttram en Charleroi). Veel van deze trams voor de Kusttram zijn later verlengd met een lagevloerbak tot achtassers; de trams in Charleroi worden vanaf 2021 gerenoveerd.

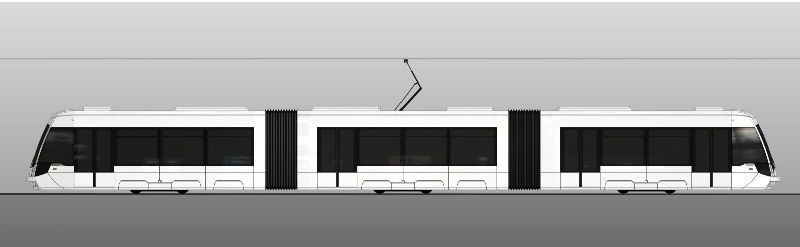
Twaalfwielige Solaris Tramino voor Jena

### Lagevloertrams
Door de komst van de lagevloertrams sinds de jaren negentig hebben moderne trams meestal minder assen dan vroeger en soms helemaal geen assen. Deze laatstgenoemde trams hebben losse –niet door assen verbonden– wielen. Een tram met twaalf wielen die vroeger zesasser werd genoemd is dan eigenlijk een twaalfwieler. Twaalfwielige trams rijden in groten getale onder andere in: Amsterdam, Antwerpen, Brussel, Gent, Rotterdam, Utrecht en aan de Belgische kust.